# أوكوود (إلينوي)
أوكوود (بالإنجليزية: Oakwood)‏ هي معلم جغرافي تقع في الولايات المتحدة في مقاطعة فيرميليون، إلينوي.  يقدر عدد سكانها بـ 1,427 نسمة  وترتفع عن سطح البحر 197 متر.